# Yapbrillenvogel
Der Yapbrillenvogel (Zosterops oleagineus) ist eine wenig erforschte Vogelart aus der Familie der Brillenvögel. Er ist endemisch auf der Insel Yap in den Westkarolinen.

## Merkmale
Der Yapbrillenvogel erreicht eine Größe von 12,5 bis 13 Zentimetern. Er hat einen deutlichen satinweißen Augenring, der vorne durch einen schwärzlichen Zügelstrich, der sich bis unter das Auge zieht, unterbrochen wird. Die Oberseite und der Oberkopf sind überwiegend bräunlich-citringelb. Die Handschwingen und Steuerfedern sind schwärzlich-braun mit breiten bräunlichen Rändern. Die Kehle ist stumpfgelb und wird zum Kinn hin bräunlich-citringelb. Die Bauchmitte, die Flanken und die übrige Unterseite sind bräunlich-oliv. Die Iris ist rötlich-weiß oder rötlich-braun. Der Schnabel ist gelblich-orange, wobei der Unterschnabel dunkler ist. Die Geschlechter sehen gleich aus. Das Weibchen ist aber vermutlich dunkler gefärbt, als das Männchen. Die juvenilen Vögel sind bisher unbeschrieben. Der melodiöse Gesang besteht aus monoton wiederholten lauten gepfiffenen „fickle-éé-feedle-déé“-Phrasen. Der Ruf ist ein schrilles, harsches „cheee“.

## Lebensraum
Der Yapbrillenvogel bewohnt alle Waldtypen, einschließlich dichten Dschungel, Unterholz in Sumpfnähe, Mangroven oder andere Waldvegetation.

## Lebensweise
Seine Lebensweise ist bisher nur wenig erforscht. Über sein Fortpflanzungsverhalten, über seine Wanderungen und über seine Nahrung liegen keine Informationen vor. Er ist einzeln, in kleinen Gruppen oder gewöhnlich paarweise zu beobachten. Er geht allgemein in den Kronen von kleinen oder mittelgroßen Bäumen auf Nahrungssuche. Für Brillenvögel typisch hängt er kopfunter an den Zweigen und untersucht Blätter, Blüten und Früchte, insbesondere die Hülsenfrüchte der Gattung Leucaena.

## Status
Das Verbreitungsgebiet des Yapbrillenvogels umfasst weniger als 100 km². Der Lebensraum auf der Insel Yap wurde von BirdLife International als Endemic Bird Area deklariert. Während einer Suchaktion in den 1940er-Jahren wurde der Yapbrillenvogel nur zweimal nachgewiesen, in den 1970er-Jahren jedoch als weiter verbreitet beschrieben. 1991 wurde die Population auf 19.619 Individuen geschätzt. BirdLife International klassifiziert ihn derzeit in die Vorwarnliste (near threatened).

## Systematik
Der Yapbrillenvogel wurde zeitweise in die Gattungen Kubaryum und Rukia gestellt. Die Daten der mtDNA-Analysen zeigten jedoch, dass er in die Gattung Zosterops gehört und vermutlich am engsten mit dem Semper-Brillenvogel (Zosterops semperi) verwandt ist.